# John Tomlinson Brunner

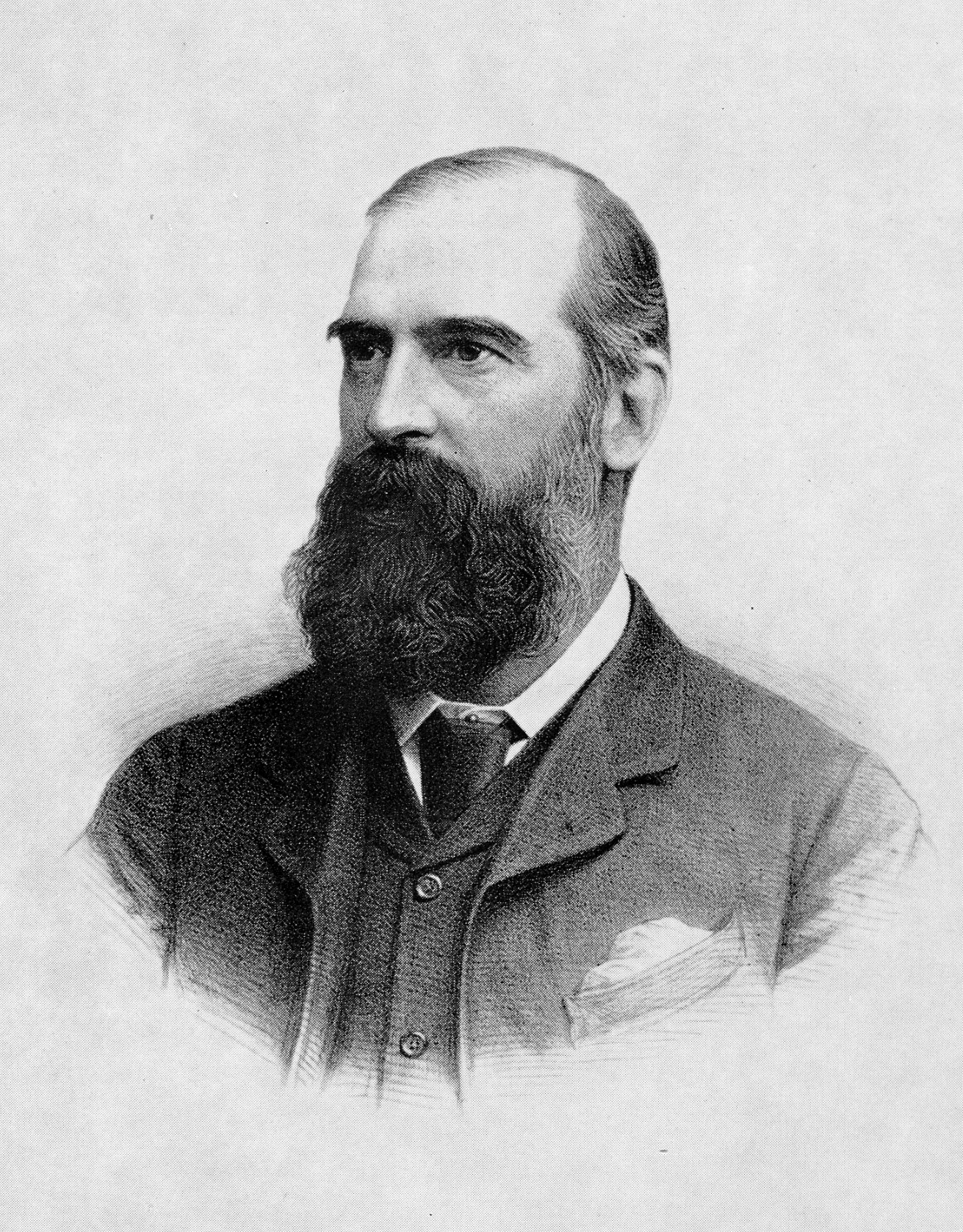
John Tomlinson Brunner, 1885

Sir John Tomlinson Brunner, 1. Baronet (* 8. Februar 1842 in Everton; † 1. Juli 1919 in Chertsey) war ein britischer Chemieindustrieller und Politiker der Liberal Party. Er war Generaldirektor der Alkali-Werke in Widnes und traf dort Ludwig Mond, mit dem er das Chemieunternehmen Brunner Mond & Co. gründete, das zunächst nach dem Solvay-Verfahren Alkalien produzierte. Von 1885 bis 1886 und von 1887 bis 1910 war er Abgeordneter für den Wahlkreis Northwich. Er war ein paternalistischer Arbeitgeber und unterstützte als Politiker die Irish Home Rule, Gewerkschaften, Freihandel und Sozialversicherungen und setzte sich vor dem Ersten Weltkrieg für eine positivere Haltung gegenüber Deutschland ein. Brunner war ein bekannter Freimaurer und großzügiger Wohltäter für die Gebiete in seinem Wahlkreis und die University of Liverpool. Er ist Urgroßvater von Katharine, Duchess of Kent.

## Frühe Jahre
John Tomlinson Brunner wurde als viertes Kind und zweiter Sohn des Schweizer Unitariers und Schulmeisters John Brunner (* 20. Juni 1800) und von Margaret Catherine Curphey († 8. September 1847) geboren. Sein Vater gründete eine Schule an der Netherfield Road in Everton, an der die Schüler nach den Regeln Pestalozzis unterrichtet wurden.:3–6 Brunners Mutter starb, als er fünf Jahre alt war; sein Vater heiratete dann 1851 Nancy Inman. Brunner gab an, von ihr die praktische Geschäftstätigkeit erlernt zu haben.:7–9 Er wurde in der Schule seines Vaters unterrichtet und entschied sich im Alter von 15 Jahren für eine geschäftliche Karriere. Er war vier Jahre lang für eine Reederei in Liverpool tätig, entschied sich jedoch für einen Karrierewechsel, da die Arbeit nicht lukrativ war und ihn nicht interessierte.:11–13 1861 übernahm er eine Bürotätigkeit bei Hutchinsons Alkali-Werken, wo sein älterer Bruder Henry bereits als technischer Leiter tätig war. Brunner wurde dort Generaldirektor und lernte den in Deutschland geborenen Chemiker Ludwig Mond kennen.

## Brunner Mond & Company
1873 gründeten Brunner und Mond das Unternehmen Brunner Mond & Company. Dafür hatten sie ein Kapital von 20.000 £ zur Verfügung, von dem der größte Teil geliehen war.:23 Im April 1872 traf Mond in Belgien Ernest Solvay und handelte mit ihm die Bedingungen zur Nutzung des Solvay-Verfahrens für die Herstellung von Alkalien aus. Das Solvay-Verfahren ermöglichte eine im Vergleich zum Leblanc-Verfahren günstigere Herstellung von Natriumcarbonat aus einfach zu beschaffenden Rohstoffen bei weniger Abfallprodukten.:24 Mond schloss mit Solvay ein Gentlemen’s Agreement ab, das Monds Unternehmen die Exklusivrechte für die Vereinigten Staaten und die britischen Inseln zusprach.:25
Brunner und Mond errichteten eine Fabrik in Winnington auf dem Land von Lord Stanley of Alderley. Die Lage am River Weaver ermöglichte den An- und Abtransport von Rohstoffen, beziehungsweise fertigen Produkten. Lord Stanley bestand darauf, neben dem Land auch das Anwesen Winnington Hall zu verkaufen. Der Kauf wurde 1873 abgeschlossen, woraufhin Mond und Brunner für einige Zeit in den unterschiedlichen Flügeln des Gebäudes lebten.:27–29 Erste Erfolge erzielte das Unternehmen 1878, als es gelang, Produkte günstiger herzustellen als die Konkurrenz.:30–31 1881 wurde die Partnerschaft in eine Kapitalgesellschaft mit einem Kapital von 600.000 £ umgewandelt und die Gründer wurden zu Geschäftsführern auf Lebenszeit.:33–34  Im Jahr 1891 wurde Brunner Vorsitzender des Unternehmens und behielt diese Position bis zum April 1918, 14 Monate vor seinem Tod.  Zunehmend übernahm jedoch sein Sohn Roscoe seine Aufgaben.:46–47
Ende des 19. Jahrhunderts war Brunner Mond & Company das wertvollste britische Chemieunternehmen. Durch die Fusion mit drei weiteren britischen Chemieunternehmen zu Imperial Chemical Industries im Jahr 1926 wurde eine Marktkapitalisierung von über 18 Millionen £ erreicht. Seinen Beinamen „Chemical Croesus“ erhielt Brunner von The Times. Er war ein paternalistischer Arbeitgeber und unternahm große Anstrengungen, um die Situation seiner Mitarbeiter zu verbessern. So führte Brunner Mond kürzere Arbeitszeiten, Krankenversicherungen und bezahlten Urlaub ein.:35–45

## Politik

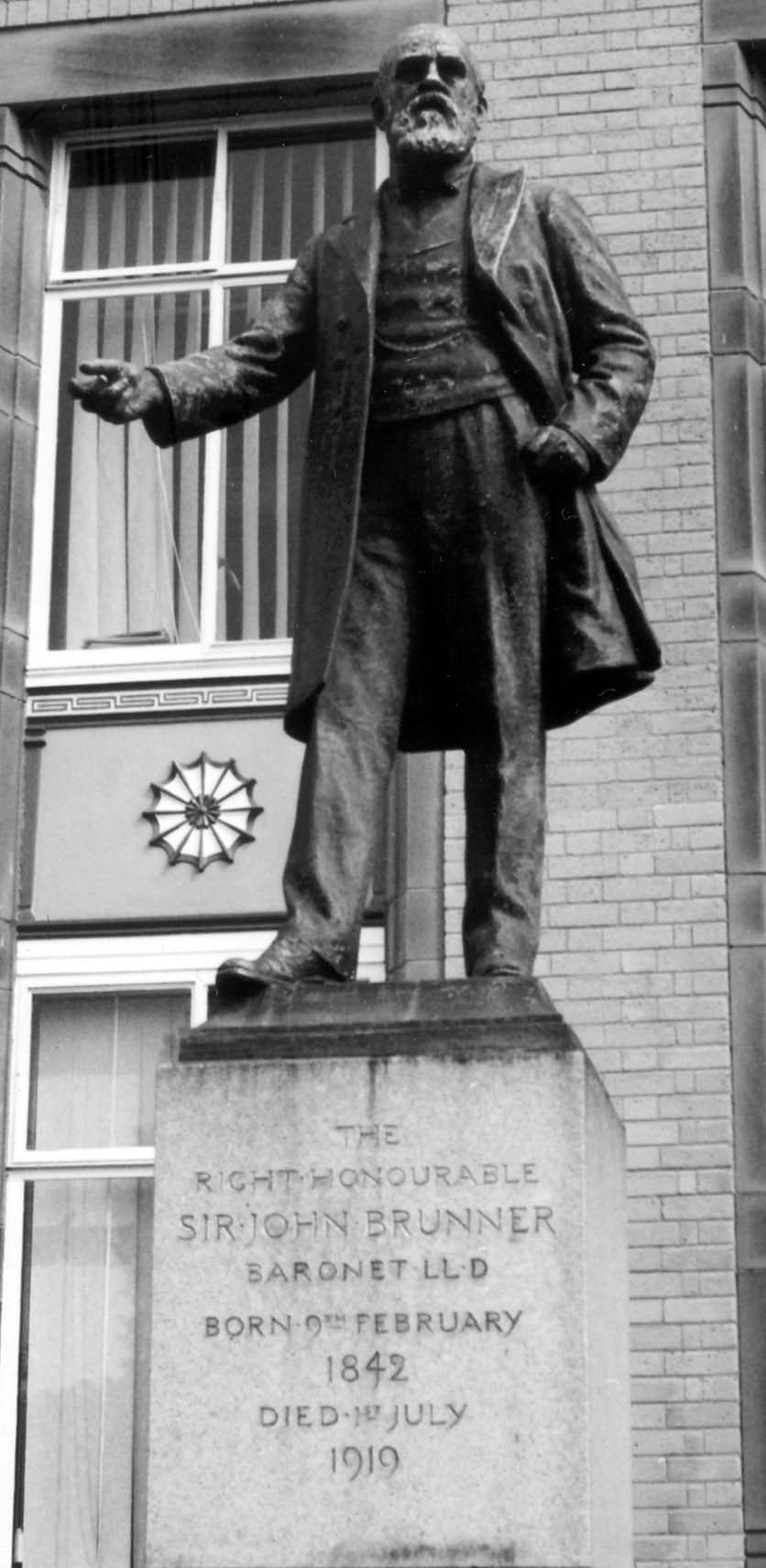
Statue von John Tomlinson Brunner in Winnington, Cheshire

Bereits während seiner Zeit bei Hutchinson interessierte Brunner sich für Politik. Er trat dem Ortsverein der National Education League in Widnes bei und wurde 1872 dessen Vorsitzender.:17–18 Dies ermöglichte es ihm, mit den Liberalen in Liverpool in Kontakt zu kommen.:47 Nach seinem Umzug nach Northwich engagierte er sich vor Ort für die British and Foreign School Society. Später war er auch an der Leitung der Organisation beteiligt.:49 Aufgrund des Redistribution of Seats Act 1885 wurde der Wahlkreis Northwich geschaffen, für den Brunner für die Liberal Party kandidierte.:49–50 In seiner Bewerbungsrede drückte er seine Unterstützung für die Abschaffung der Church of England als Staatskirche, für die Reform der Eigentumsgesetze, für die Irish Home Rule und für die Entschädigung der durch Sole aus Salzminen Geschädigten aus.:54–55 Während des Wahlkampfs wurde er aufgrund seines fremd klingenden Namens kritisiert.:38 Bei der Unterhauswahl am 1. Dezember 1885 schlug Brunner seinen konservativen Gegner William Henry Verdin mit einer Mehrheit von 1.028 Stimmen.:67–68
Die Liberal Party gewann bei der Wahl mehr Sitze als je zuvor, erreichte jedoch nicht die für die Regierung nötige Mehrheit, da die Irish Parliamentary Party die bisherigen Machtverhältnisse aufrechterhielt. Es zeigte sich, dass die Bildung einer stabilen Regierung nicht möglich war, weshalb im Juni 1886 eine erneute Unterhauswahl anberaumt wurde.:68–69 In der Zwischenzeit war es bei der Liberal Party zu einer Spaltung gekommen und die Liberal Unionist Party wurde gegründet. Bei der Wahl 1886 trat Brunner gegen William Henry Verdins Bruder Robert an, der als Liberaler Unionist antrat.:80–81 Die Wahl fand am 13. Juli 1886 statt, wobei Brunner mit 458 Stimmen besiegt wurde.:85 Im November 1886 begab sich Brunner mit seiner Frau und seinem Sohn Stephen auf eine Weltreise. Bei seiner Rückkehr nach Northwich am 2. Juli 1887 wurde er mit einer großen Feier empfangen.:89–95 Innerhalb von drei Wochen nach Brunners Rückkehr verstarb Robert Verdin,:97 weshalb eine Nachwahl angesetzt wurde. Brunner trat dabei gegen Lord Henry Grosvenor von der Liberal Unionist Party an.:98 Bei der Nachwahl am 13. August 1887 gewann Brunner mit einer Mehrheit von 1.129 Stimmen.:107
Nach dem Eisenbahnunfall von Armagh 1889 sprach sich Brunner gegen Gesetze zur Sicherheit der Eisenbahn aus und sagte bei einer Debatte am 2. August, dass sich „diejenigen, die sich am besten damit auskennen“ (also die Eisenbahnunternehmen) um die Sicherheit kümmern sollten. Die Regierung entschied sich jedoch dafür, den Eisenbahnbetrieb durch das Board of Trade überwachen zu lassen.
Bei der Unterhauswahl 1892 trat Brunner gegen den konservativen George Whiteley und besiegte ihn mit einer Mehrheit von 1.255 Stimmen.:172–174 Gegen den konservativen Thomas Ward gewann er bei der Unterhauswahl 1895 mit 1.638 Stimmen Mehrheit.:178 Die Unterhauswahl 1900 fand während des Zweiten Burenkriegs statt, gegen den sich Brunner einsetzte.  Er behielt seinen Sitz, erreichte jedoch nur noch eine Mehrheit von 699 Stimmen.:186–189 Bei der Unterhauswahl 1906 trat Brunner gegen den konservativen Colonel B. N. North an, der im Burenkrieg gekämpft hatte.  Brunner konnte hierbei seine Mehrheit auf 1.792 Stimmen ausbauen.:202 Er blieb bis Januar 1910 Abgeordneter des Unterhauses für Northwich. Bei der Wahl im Januar trat er aufgrund seines Gesundheitszustandes und der Gesundheit seiner Frau nicht mehr an.:207–208  Daraufhin zog er nach Surrey, blieb jedoch weiterhin in der Politik aktiv und wurde für Chertsey in das Surrey County Council gewählt.:210
Als liberaler Abgeordneter unterstützte er die Irish Home Rule, Gewerkschaften, Freihandel und Sozialversicherungen. Vor dem Ersten Weltkrieg setzte er sich für eine positivere Haltung gegenüber Deutschland und die Abrüstung der Marine ein.:215–289 Als der Krieg ausbrach, setzte Brunner sich dafür ein, den Krieg zu gewinnen und ließ in seinen Fabriken Chemikalien zur Verwendung als Sprengstoff herstellen. Außerdem baute er eine Fabrik zur Reinigung von Trinitrotoluol.:273–275

## Wohltätigkeit
Brunner war ein großzügiger Wohltäter, der Schulen, Zunfthäuser und Vereine unterstützte.  In Northwich stellte er eine kostenlose Bibliothek zur Verfügung und stiftete die Sir John Deane’s Grammar School. Außerdem erwarb er eine ehemalige Kapelle in Runcorn, die er der Stadt übergab, damit sie von Gewerkschaften und Arbeitervereinen genutzt werden konnte.:217 Im nahegelegenen Dorf Weston kaufte er eine frühere Schule und überließ sie der Gemeinde als Dorfhalle.:189 Außerdem stiftete er die Lehrstühle für Wirtschaftswissenschaft, Physikalische Chemie und Ägyptologie an der University of Liverpool.
Brunner unterstützte durch Geschenke das Landesmuseum in Zürich und stiftete in der Schweiz das Spital Bülach. Im Jahr 1885 wurde er Freimaurer, 1900 gründete er die John Brunner Lodge in Over Winsford. Im folgenden Jahr wurde er mit dem Brevet-Rang des Past Grand Deacon of England geehrt.
1899 wurde Brunner Vorsitzender der Runcorn and Widnes Transporter Bridge Company. Er investierte in den Bau der Schwebefähre 25.000 £ sowie ein Darlehen in Höhe von 12.000 £ und eine persönliche Garantie für einen Bankkredit über 31.000 £. Die Eröffnung im Jahr 1905 sollte eigentlich Eduard VII. vornehmen. Da er jedoch nicht teilnehmen konnte, übernahm Brunner selbst die Eröffnung.:213–214  Da bis 1911 klar wurde, dass die Schwebefähre nie Gewinn machen würde, übertrug Brunner seine Anteile an die Widnes Corporation. Die Times gab an, dass dies ein „virtuelles Geschenk in Höhe von 68,000 £“ darstellte.:217

## Privatleben
Brunner heiratete am 14. Juni 1864 Salome Davies, mit der er drei Söhne und drei Töchter hatte. Salome starb am 29. Januar 1874, woraufhin Brunner im folgenden Jahr Jane Wyman, die Gouvernante seiner Kinder, heiratete. Aus dieser Ehe stammten weitere drei Töchter. 1891 zog Brunners mit seiner Familie von Winnington Hall nach Wavertree in Liverpool.:33
Er war Vizepräsident der British Science Guild, Deputy Lieutenant der Grafschaft Lancashire (ab 1904) und Prokanzler der University of Liverpool. 1909 verlieh ihm die University of Liverpool die Ehrendoktorwürde eines Doctor of Laws (LL.D.). Am 27. Juli 1895 wurde er zum Baronet, of Druids Cross in the Parish of Little Woolton in the County Palatine of Lancaster, of Winnington Old-Hall in the Parish of Winnington in the County Palatine of Chester, and of Ennismoregardens in the Parish of Saint Margaret Westminster in the County of London, geadelt. 1906 wurde er Mitglied des Privy Council, lehnte eine ihm angebotene Peerwürde jedoch ab. Brunner starb 1919 in Chertsey. Sein Nachlass belief sich auf über 906.000 £. Außerdem hatte er seinen fünf verheirateten Töchtern Geldbeträge überlassen und Investitionen an seine Söhne übertragen.:289
Die Baronetcy ging auf seinen ältesten Sohn John Fowler Leece Brunner (1865–1929) über. Zu Brunners Nachkommen gehören Katharine, Duchess of Kent (geboren 1933) und Shelagh Brunner (1902–1983), die mit Prinz Ferdinand von Liechtenstein (1901–1981) verheiratet war.